# 戸苅隆始
戸苅 隆始（とがり たかもと、1887年（明治20年）5月17日 - 1959年（昭和34年）2月5日）は、日本の海軍軍人。最終階級は海軍中将。愛知県出身。

## 年譜
- 1887年(明治20年)5月 - 愛知県豊川市三蔵子にて出生
- 1909年（明治42年）11月19日 - 海軍兵学校を卒業（37期）
- 1910年（明治43年）12月15日 - 任 海軍少尉
- 1912年（明治45年）4月24日 - 海軍砲術学校普通科学生
  - 8月9日- 海軍水雷学校普通科学生
  - 12月1日- 任 海軍中尉
- 1913年（大正2年）2月10日 - 金剛乗組兼回航委員
- 1915年（大正4年）12月13日 - 任 海軍大尉
  - 摂津分隊長
- 1916年（大正5年）12月1日 - 海軍大学校乙種学生
- 1917年（大正6年）5月1日- 海軍砲術学校高等科学生
- 1918年（大正7年）12月1日 - 天津風乗組
- 1919年（大正8年）12月1日 - 海軍大学校甲種学生（19期）
- 1921年 (大正10年) 11月 海軍大学校卒業(優等) 恩賜の軍刀を拝受
- 1921年（大正10年）12月1日 - 任 海軍少佐
  - フランス駐在
- 1922年（大正11年）9月1日 - フランス駐在武官補佐官
- 1923年（大正12年）12月1日 - 海軍軍令部出仕兼参謀兼トルコ出張
- 1924年（大正13年）4月22日 - 帰朝
  - 8月1日- 艦政本部部員兼海軍省軍需局局員
- 1925年（大正14年）12月1日 -  任 海軍中佐
- 1927年（昭和2年） 11月15日 - 第二艦隊参謀
- 1928年（昭和3年）12月10日 - 海軍大学校教官[1]
- 1929年（昭和4年）11月30日 - 任 海軍大佐
- 1930年（昭和5年）12月1日 - フランス駐在武官
- 1935年（昭和10年）7月1日 - 帰朝
  - 11月15日 - 任 海軍少将
- 1936年（昭和11年）6月1日 - 第三航空戦隊司令官
  - 12月1日 - 呉鎮守府参謀長
- 1939年（昭和14年）11月15日 - 任 海軍中将
  - 12月21日 - 予備役
- 1941年（昭和16年）11月6日 - 充員召集
  - 11月20日 - 第十一特別根拠地隊司令官
- 1942年（昭和17年）12月4日 - 軍令部出仕
  - 12月21日 - 充員召集解除
- 1947年（昭和22年）11月28日 - 公職追放仮指定[2]
- 1959年（昭和34年）2月5日 - 死去

## 栄典
- 1916年（大正5年）1月21日 - 正七位[3]

## エピソード
※『海軍生活の思い出 続編』233-241頁に基づく。
趣味は乗馬で、乗馬を始めたのは海軍大学校入校の際に海軍乗馬会に誘われたことがきっかけであった。海軍乗馬会には海軍大学校甲種19期新入生のほぼ20名全員が入会し、毎週日曜日の朝に陸軍大学校で馬術指導官に習うこととなった。しかし、その後は皆学業が忙しくなり乗馬会には出なくなったが、海兵35期の松崎伊織海軍中将、36期の近藤英次郎海軍中将（共に海軍大学校甲種19期）、戸苅の3人だけは熱心に参加していたようで、同期生から「彼等は馬狂だ」と陰口を言われていた。
後年、海軍大学校教官となった際には学生達と共に乗馬を楽しんでいた。ある日曜日、少し遅れて陸軍大学校に乗馬に行った際、厩舎の片隅にいた癖馬以外出払っていたので、さすがにもう乗りこなせるだろうと意気揚々と乗馬したところ、見事に振り落とされて足を負傷し、数日間自宅休養を命じられた。数日後、当時海軍大学校生徒だった海兵45期の富岡定俊海軍少将、46期の高田利種海軍少将が見舞いにきた。後日2人になぜ見舞に来たのか？と聞くと、戸苅の出した作業問題の答案提出期限が迫っていたので、見舞いに事寄せて教官の出欠を確かめていただけであった。
1935年のイタリアによるエチオピア侵攻の際には、フランスからの帰朝を内命されていたにもかかわらず急遽軍令部から地中海方面に展開しているイギリス海軍の偵察を命じられている。早速旅程を決めてトーマス・クック社に旅行実施の細目を命じ、フランス軍令部長に離任の挨拶で訪れたところ「貴殿は近く地中海方面を旅行されるようだが、それは本国の命令によるものですか？」と聞かれ、国際諜報網の早耳さに驚いたと記している。

## 親族
- 義父 中野直枝（海軍中将）